# Otago II d'Abkhàzia
Otago II d'Abkhàzia (mort l'any 1213) fou el segon duc d'Abkhàzia de la dinastia dels Xarvaixidze.
Otago II Xarvaixidze va néixer durant la segona meitat del segle xii, fill del príncep Otago I d'Abkhàzia. Durant la seva joventut, es va titular « príncep de Sukhumi » i va succeir al seu pare en el tron d'Abkhàzia, regió sobre la qual va regnar en qualitat d'eristavi (duc), independent del regne georgià.
Va morir el 1213 i Abkhàzia va conèixer llavors un interregne durant alguns anys, fins que el seu fill Dardan d'Abkhàzia fou designat eristavi.